# Христодор Тасић
Христодор Тасић (Лесковац, 19. век - 1959/1960) био је лесковачки трговац и индустријалац у периоду између два светска рата, власник фабрика за израду металних производа.

## Биографија
Прво је био опанчар, па обућар, па је продавао ситнице, а онда је почео да прави металне предмете, нарочито кашике, па касније и ексере, са тенденцијом даљег ширења асортимана. Његово имање излазило је на улице Краља Петра Другог и Ристићеву. Поред куће, у Ристићевој улици налазила се и фабрика металних израђевина "Христодор Тасић и синови". Производе је извозио и у Словенију. Још једна његова фабрика била је код железничке пруге. Негде 1935-1936. године купио је имање од 11 хектара у Стајковцу и направио још једну фабрику металних производа. Тамо је израђивао окове за прозоре и другу металну галантерију за грађевинарство, пратећи потребе тржишта.
Године 1945. конфисковано је злато у његовој породици. Већ јануара 1946. фабрике су му конфисковане, а Христодор је ухапшен уз оптужбу да је 1943. године укључио своје предузеће у привредни план окупатора и да је купио 12 машина - стругова за проширење своје фабрике. Осуђен је на 20 година затвора уз принудни рад. Срески суд у Лесковцу је 20. октобра 1948. године донео допунску пресуду о конфисковању девет сандука пампура за дечје пиштоље из његове имовине. Христодор је пуштен из затвора знатно раније, те је већ 1956. године био поново код куће са својом супругом Роском. Није имао пензију, а преминуо је од мождане капи крајем 1959. или почетком 1960. године.